# Pierre et Gilles

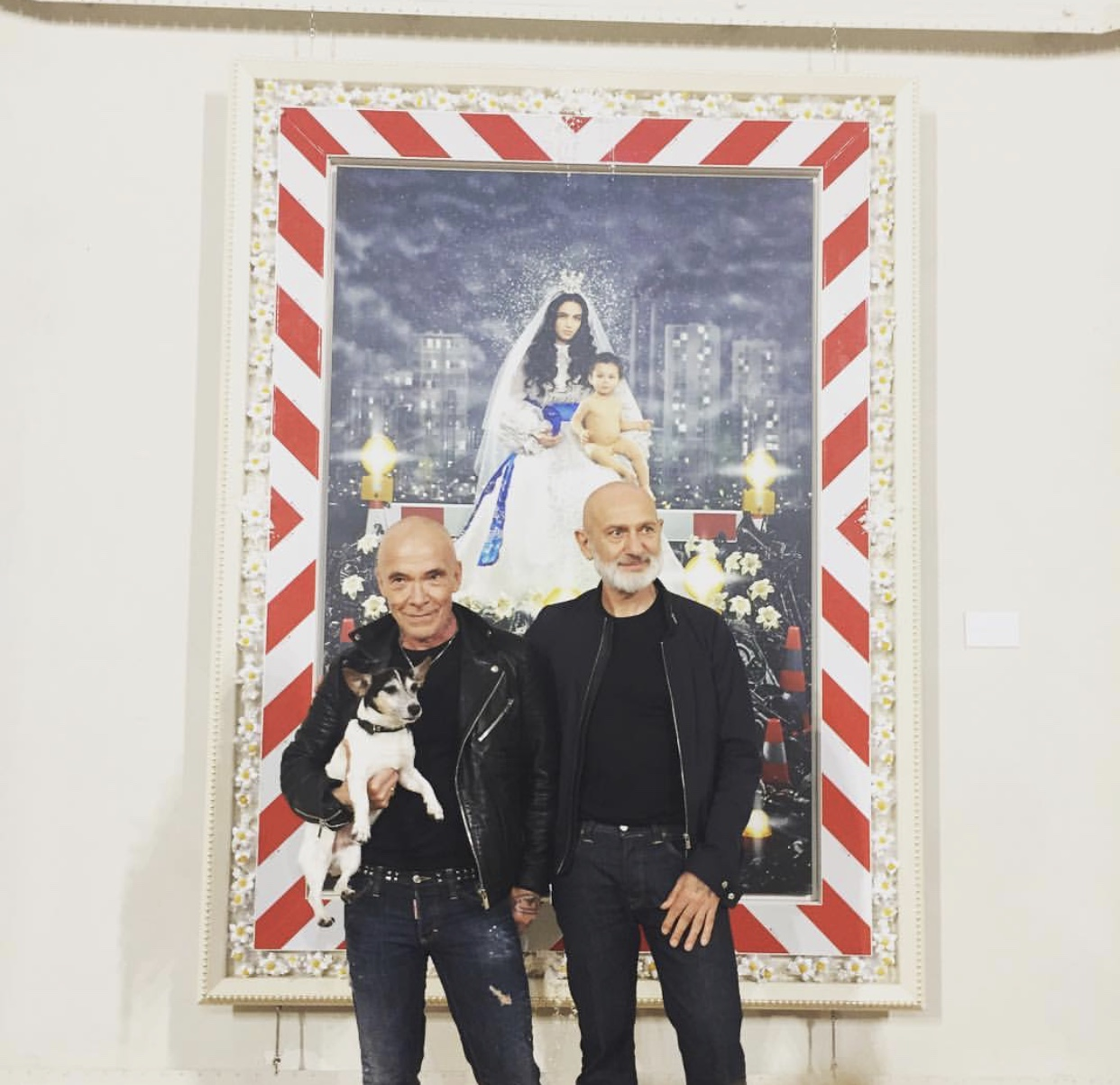
Pierre & Gilles

Pierre et Gilles ist der Name eines französischen schwulen Künstlerpaares. Es besteht aus dem Fotografen Pierre Commoy (* 1950 in La Roche-sur-Yon) und dem Maler Gilles Blanchard (* 1953 in Le Havre).

## Biografie
Beide wuchsen in katholischen Familien auf. Pierre studierte Fotografie in Genf, Gilles Malerei in Le Havre. Beide zogen 1973 nach Paris. Hier machte Pierre vor allem Fotos aus der Rock- und Popszene für diverse Magazine, Gilles lebte als Werbegrafiker und Illustrator für Zeitschriften. Sie begegneten sich 1976 auf einer Party bei Kenzō Takada und begannen ein gemeinsames Leben. Angeregt von Automaten-Passfotos und deren greller Farbgebung, begann 1977 Gilles erstmals, Porträtfotos von Pierre zu übermalen – die gemeinsame Arbeit war geboren.
Zunächst arbeiteten sie zusammen für die Mode-, Magazin- und Clubszene und gestalteten auch erste Schallplattencover. Auftraggeber waren u. a. Thierry Mugler, Amanda Lear und Marie France. 1983 gestalteten sie ihre erste Ausstellung. Vor allem die Reproduktionen in Zeitschriften machten Pierre et Gilles schnell weltberühmt.

## Werk
Pierre et Gilles machen fast ausschließlich Porträts im Studio. Der Porträtierte wird aufwendig kostümiert und vor einen liebevoll plastisch gestalteten Hintergrund platziert. Das Modell wird fotografiert, der Abzug schließlich von Gilles koloriert. Ihre Themen sind vor allem Pop- und schwule Kultur, Religion, aber auch eindringliche Kinderporträts gehören zu ihrem Werk. Besonders berühmt sind ihre Darstellungen katholischer Heiliger, die mit einer Darstellung des Heiligen Sebastian 1987 begannen. Viele betrachten die Kunst von Pierre et Gilles als Kitsch – im guten wie im schlechten Sinne.
Sie porträtierten zahlreiche Prominente, unter ihnen Marc Almond, Cheb Khaled, Catherine Deneuve, Serge Gainsbourg, Étienne Daho, Jean Paul Gaultier, Nina Hagen, Madonna, Siouxsie Sioux, Jeff Stryker und Paloma Picasso.
Im Vorfeld der Ausstellung „Nackte Männer“ des Wiener Leopold Museums ab Oktober 2012 wurde das Bild „Vive la France“ für das Werbeplakat zur Ausstellung ausgewählt. Der Umstand, dass das Plakat eine Abbildung dreier nackter Männer zeigte, führte zu Kontroversen in der Wiener Öffentlichkeit, so dass das Leopold Museum die Plakate freiwillig mit Balken überkleben oder in der Nähe von Schulen durch ein alternatives Motiv ersetzen ließ. Auch Facebook veranlasste, dass das Bild auf den Seiten von derStandard.at und der Seite des Leopold Museums nur noch in retuschierter Form erscheinen darf.

## Werke

### Serien
- Grimaces, 1977
- Palace, Einladungskarten und Plakate, 1978
- Adam et Ève, 1982
- Les Enfants des voyages, 1982
- Garçons de Paris, 1983
- Paradis, 1983
- Naufragés, 1986
- Pleureuses, 1986
- Les Saints, ab 1987
- Au bord du Mékong, 1994
- Boxeurs thaï, 1994
- Jolis Voyoux, 1995
- Plaisirs de la forêt, 1995

### Ausstellungen
Wichtige Ausstellungen und Ausstellungsorte:
- Paradis und Garçons de Paris, Galerie Texbraun, Paris, 1983
- Naufragés und Pleureuses, Galerie Samia Saouma, Paris, 1986
- Erste Retrospektive, Maison européenne de la photographie, Paris, 1996
- Douce Violence, Galerie Jérôme de Noirmont, Paris, 2000
- Arrache mon cœur, Galerie Jérôme de Noirmont, Paris, 2001
- Beautiful Dragon, Retrospective über asiatische Themen, Museum of Art de Séoul, 2004
- Le Grand Amour, Galerie Jérôme de Noirmont, Paris, France, 2004
- Rétrospective, zur Einweihung des Museums für zeitgenössische Kunst in Shanghai, 2005
- double je, Galerie nationale du Jeu de Paume, Paris, 29. Juni bis 23. September 2007
- Pierre et Gilles – Retrospektive, Galerie C/O Berlin, 24. Juli bis 4. Oktober 2009

### Bildbände
- Pierre et Gilles, Paris 1991 (Contrejour)
- Pierre et Gilles. Sämtliche Werke 1976–1996, Köln 1997 (Taschen), ISBN 3-8228-8096-5 (gebundene Ausgabe), ISBN 3-8228-8095-7 (Taschenbuch-Ausgabe)
- Album, Galerie Jérôme de Noirmont, 2004, ISBN 2-912303-13-3
- Sailors & Sea, Köln 2005 (Taschen), ISBN 3-8228-3859-4

## Externe Bilder
- Stromae
- Zahia
- Mireille Mathieu